# Karl Otto Hunziker

Karl Otto Hunziker (ca. 1900)

Karl Otto Hunziker (* 13. August 1841 in Zürich; † 23. Mai 1909 in Kilchberg ZH) war ein Schweizer Professor der Pädagogik und Pfarrer. Er gilt neben Heinrich Morf als wichtigster Pestalozziforscher des 19. Jahrhunderts.

## Biografie
Karl Otto Hunziker wurde als Sohn von Karl Rudolf Hunziker und Anna Barbara Schinz geboren. Die Familie Hunziker kam ursprünglich aus Bern, Karl Otto Hunziker wurde 1890 Bürger von Zürich-Unterstrass.
1860 immatrikulierte sich Hunziker an der Universität Zürich, er studierte Theologie und Geschichte und schloss sein Studium am 26. Januar 1865 ab. Er war von 1867 bis 1871 Pfarrer in Unterstrass, dann Lehrer für Pädagogik und Religionsgeschichte am Lehrerseminar in Küsnacht. 1875 erhielt er den Doktortitel in der Philosophie der Universität Zürich. Nach der Habilitation 1879 lehrte er Geschichte der Pädagogik und Schweizerische Schulgeschichte an der Universität Zürich (ab 1890 als ausserordentlicher Professor). Sein Forschungsschwerpunkt lag beim Schweizer Pädagogen Johann Heinrich Pestalozzi.
Von 1872 bis 1878 war Hunziker Mitglied des Zürcher Kantonsrates. Von 1886 bis 1907 unterrichtete er als Privatdozent am Eidgenössischen Polytechnikum (heute ETH Zürich).
Hunziker heiratete am 22. September 1868 in Bussnang oder Wängi Luise Pupikofer.
Diese wurde am 2. März in Weinfelden, als Tochter von Johannes und Sophia (Scherrer) Pupikofer geboren.
Sie starb am 18. Dezember 1918 Bischofszell.
Kinder von Karl Otto und Luise Hunziker waren Rudolf Hunziker (* 5. Februar 1870 in Zürich; † 27. Mai 1946 in Winterthur), Barbara Luise (* 17. Juni 1871; † 16. Oktober 1871), Marie Julie (* 23. Juli 1872; † 30. Juni 1938) und Otto Frederick Hunziker (* 25. Dezember 1873; † 16. November 1959).

## Wirken
Als Pfarrer trat er der Schweizerischen Gemeinnützigen Gesellschaft (SGG) bei, war Mitglied der Kommission für Armenlehrerbildung und beteiligte sich mit Aufsätzen über Philipp Emanuel von Fellenberg, Johann Jacob Wehrli und Pestalozzi.
Als Pädagoge und Pestalozziforscher leitete er ab 1875 die „Permanente Schulausstellung“ in Zürich mit einer Lehrmittelsammlung, Bibliothek und Archiv. Dort richtete er ab 1878 das „Pestalozzi-Stübchen“ ein, aus dem die spätere Forschungsstätte „Pestalozzianum“ hervorging.  Er gab regelmässig die Pestalozzi-Blätter heraus sowie 1896 eine Neuauflage von Pestalozzis Lienhard und Gertrud.

## Werke (Auswahl)
- Wallenstein als Landesherr, insbesondere als Herzog von Meklenburg. Zürich 1872.
- Geschichte der Schweizerischen Volksschule in gedrängter Darstellung mit Lebensabrissen der bedeutenderen Schulmänner und um schweizerische Schulwesen besonders verdienter Personen bis zur Gegenwart. 3 Bände. Schulthess, Zürich 1881–1882. 1. Band: Vorgeschichte und Anfänge des Volkschulwesens; 2. Band: Übergangszeit. Helvetik, Mediation und Restauration; 3. Band: Die Entwicklung der staatlichen Volksschule seit 1830. (Digitalisat).
- Pestalozzi-Studien I. A. Coradi-Stahl, Aussersihl 1891.
- Johann Amos Comenius und Johann Heinrich Pestalozzi. Festrede gehalten an der Comenius-Feier in Zürich, 13. März 1892. Art. Institut Orell Füssli, Zürich 1892.
- Das schweizerische Schulwesen. Geschichtliche Entwicklung und gegenwärtige Verhältnisse. Hrsg. im Auftrag des Schweizerischen Departement des Innern anlässlich der Weltausstellung in Chicago 1893.
- Kataloge des Pestalozzianismus in Zürich. Zürich 1894.
- Pestalozzi und Anna Schulthess: Briefe aus der Zeit ihrer Verlobung, Band 2. Seyffarth, 1895.
- Der Memorialhandel und der Stäfnerhandel 1794–1795. Vortrag, gehalten an der Gedächtnisfeier zu Stäfa am 7. Juli 1895 im Auftrag der Gemeinnützigen Gesellschaft des Bezirkes Meilen. 1895.
- Zur Entstehungsgeschichte und Beurtheilung von «Lienhard und Gertrud». Schulthess, Zürich 1896. (Digitalisat).
- Pestalozzi, französischer Bürger. In: Festgaben zu Ehren Max Büdinger's von seinen Freunden und Schülern. Wagner, Innsbruck 1898, S. 405–427.
- Die Lehrer Pestalozzis. In: Mitteilungen der Gesellschaft für deutsche Erziehungs- und Schulgeschichte 11 (1901), S. 226–234.
- Geschichte der Schweizerischen gemeinnützigen Gesellschaft 1810–1910. Zürcher & Furrer, Zürich 1910.
- Heinrich Pestalozzi. Vorträge, Reden und Aufsätze von Otto Hunziker. Zur hundertsten Wiederkehr von Pestalozzis Todestag gesammelt und mit einer Einführung versehen von Rudolf Hunziker. Buchdruckerei Schönenberger & Gall, Winterthur 1926. (Neujahrsblatt der Stadtbibliothek Winterthur; Der neuen Serie 11. Stück, 1927, 261).
- Heinrich Pestalozzi. Vorträge, Reden und Aufsätze von Otto Hunziker. Schulthess, Zürich 1927.